# Callostrotia
Callostrotia é um gênero de traça pertencente à família Arctiidae.